# Gangakhed
Gangakhed (o Gangakher) è una città dell'India di 40.412 abitanti, situata nel distretto di Parbhani, nello stato federato del Maharashtra. In base al numero di abitanti la città rientra nella classe III (da 20.000 a 49.999 persone).

## Geografia fisica
La città è situata a 18° 56' 60 N e 76° 45' 0 E e ha un'altitudine di 381 m s.l.m..

## Società

### Evoluzione demografica
Al censimento del 2001 la popolazione di Gangakhed assommava a 40.412 persone, delle quali 20.731 maschi e 19.681 femmine. I bambini di età inferiore o uguale ai sei anni assommavano a 6.589, dei quali 3.436 maschi e 3.153 femmine. Infine, coloro che erano in grado di saper almeno leggere e scrivere erano 24.356, dei quali 14.151 maschi e 10.205 femmine.